# Fosse no 1 des mines de Flines
La fosse no 1 dite Saint Charles de la Compagnie des mines de Flines puis de la Compagnie des mines d'Aniche est un ancien charbonnage du Bassin minier du Nord-Pas-de-Calais, situé à Flines-lez-Raches. Les travaux commencent en 1895, pour une mise en exploitation deux ans plus tard.
La production est assez bonne. La fosse est raccordée à la ligne de Pont-de-la-Deûle à Bachy - Mouchin. La fosse no 2 commence à produire en 1900. La fosse no 1 est détruite durant la Première Guerre mondiale, alors qu'elle venait juste de cesser l'extraction en 1914, la fosse est reconstruite. La Compagnie de Flines est rachetée le 13 janvier 1922 par celle d'Aniche. Dès lors, le puits assure l'aérage de la fosse Bonnel. L'exhaure cesse en 1938. La Compagnie des mines d'Aniche est nationalisée en 1946, et intègre le Groupe de Douai. Le puits, profond de 301 mètres, devenu inutile, est remblayé en 1950, et les installations détruites l'année suivante.
Au début du XXIe siècle, Charbonnages de France matérialise la tête de puits no 1. La carreau de fosse et les terrils nos 124, 124A et 124B sont des sites protégés.

## La fosse

### Fonçage
La fosse no 1 dite Saint Charles est commencée en 1895 à Flines-lez-Raches, près des limites avec Lallaing. Le puits est profond de 235 mètres et son diamètre est de 4,20 mètres. Un accrochage sert à l'extraction, et est situé à 226 mètres. Le cuvelage est en bois sur 92 mètres.

### Exploitation
La fosse commence à produire le 1er juillet 1897, elle produit cette année-là 51 325 tonnes, puis 133 881 tonnes en 1898, 147 760 tonnes en 1899 et 135 221 tonnes en 1900, date à laquelle la fosse no 2 commence à produire. La fosse est dotée d'un puits d'extraction avec un chevalement métallique, équipé d'une machine d'extraction de 300 cheval-vapeur. Un lavoir à piston, un criblage et un rivage sur la Scarpe sont établis à proximité de la fosse, le quai y fait cent mètres. La fosse est reliée à la gare de Râches sur la ligne de Pont-de-la-Deûle à Bachy - Mouchin par un embranchement, le trafic est assuré par trois locomotives.
La fosse cesse d'extraire en 1914, c'est la fosse no 2 qui remonte la production jusqu'à ce que les installations soient démolies en 1918, à cause de la Guerre. Après le rachat par la Compagnie des mines d'Aniche le 13 janvier 1922, la fosse no 1 assure le retour d'air pour la fosse Bonnel, sise à Lallaing à 1 825 mètres au sud-ouest, jusque 1939, puis entrée d'air les dix années suivantes. La Compagnie des mines d'Aniche est nationalisée en 1946, et intègre le Groupe de Douai. Le puits profond de 301 mètres est remblayé en 1950, et les installations détruites l'année suivante.

### Reconversion
Au début du XXIe siècle, Charbonnages de France matérialise la tête de puits. Le BRGM y effectue des inspections chaque année.

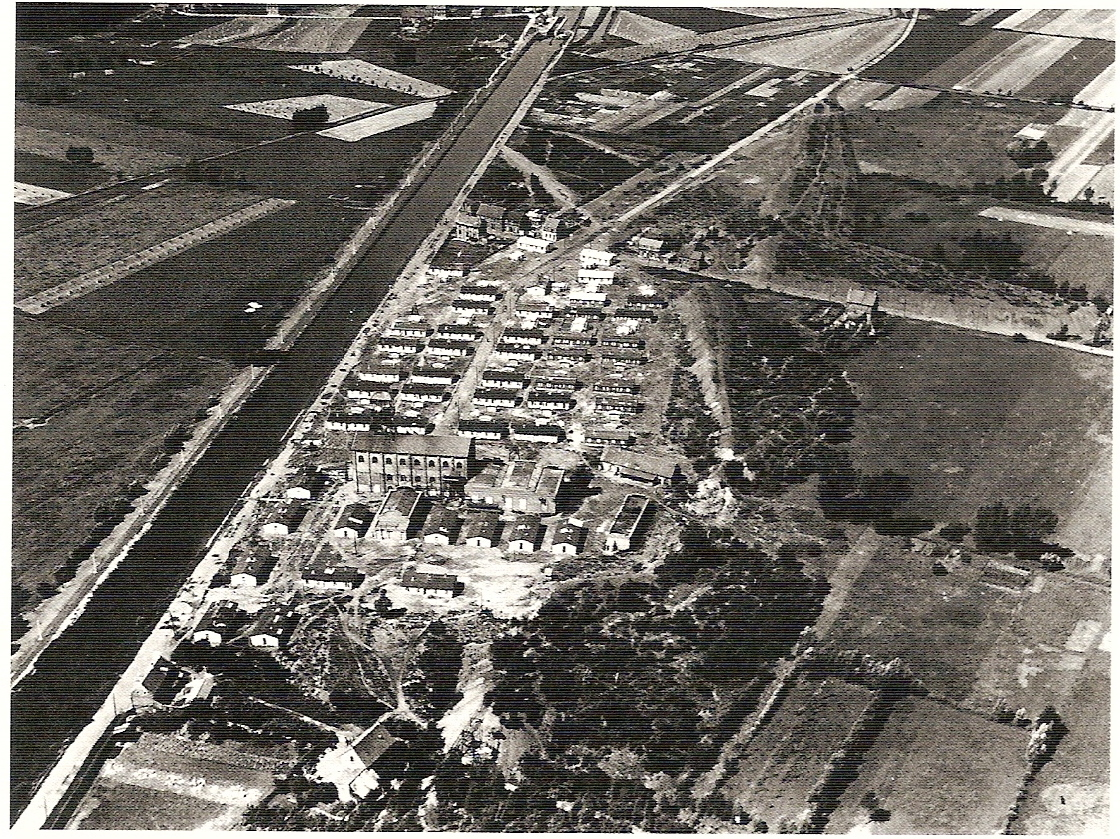
Vue aérienne de la fosse en 1949.
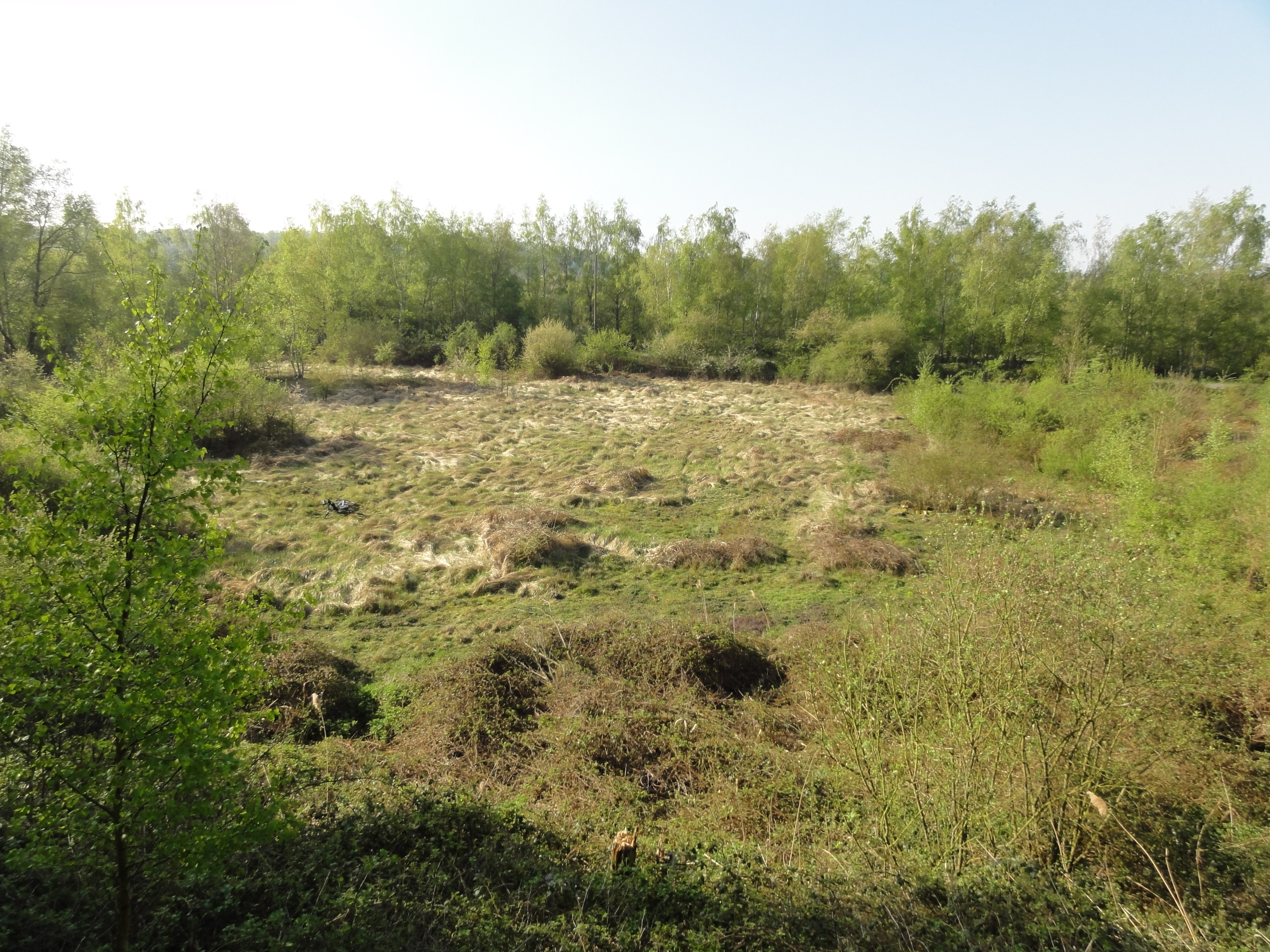
Le carreau de fosse vu depuis le terril.
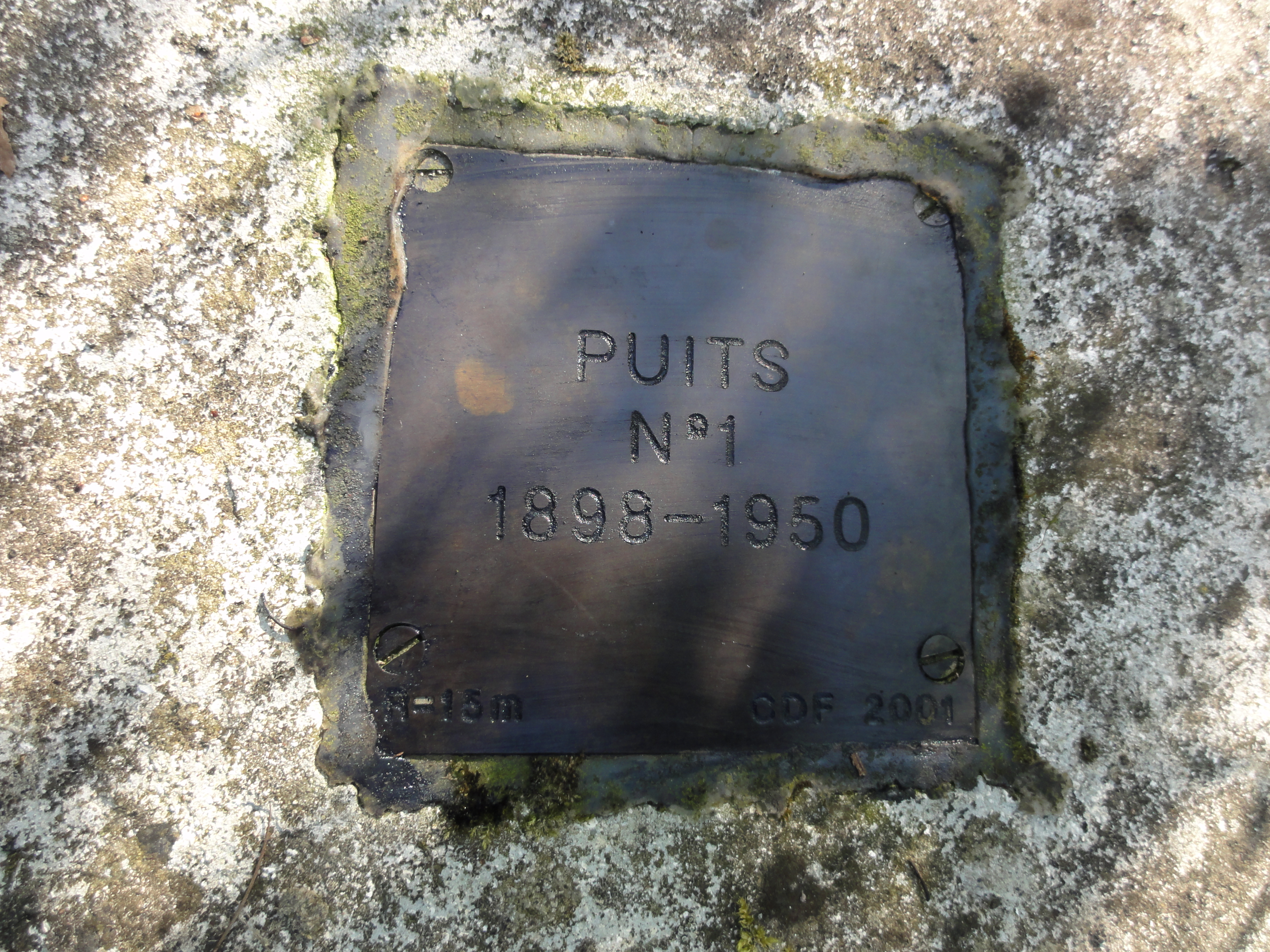
Puits no 1, 1898 - 1950.
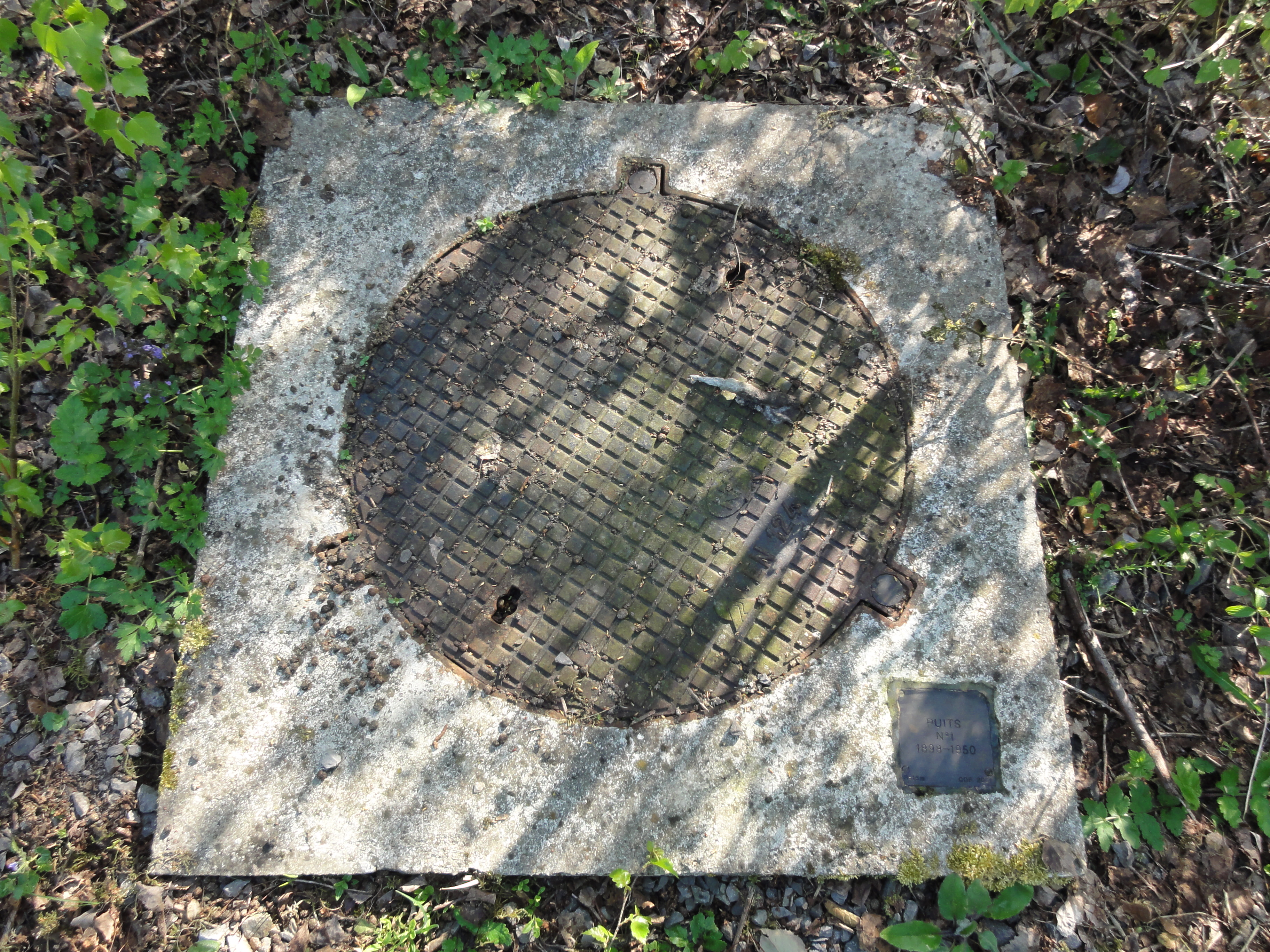
La tête de puits matérialisée no 1.
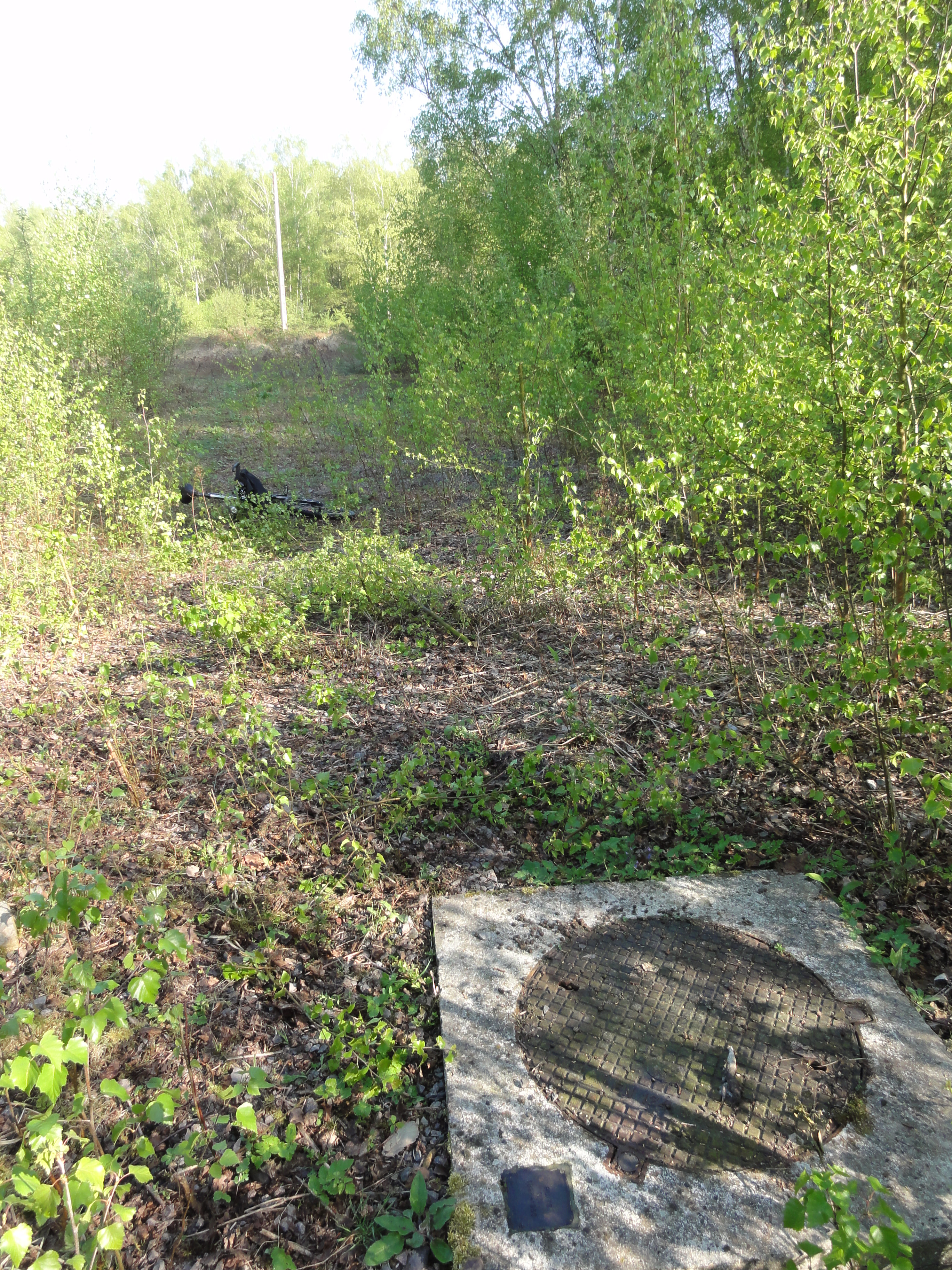
Le puits dans son environnement.
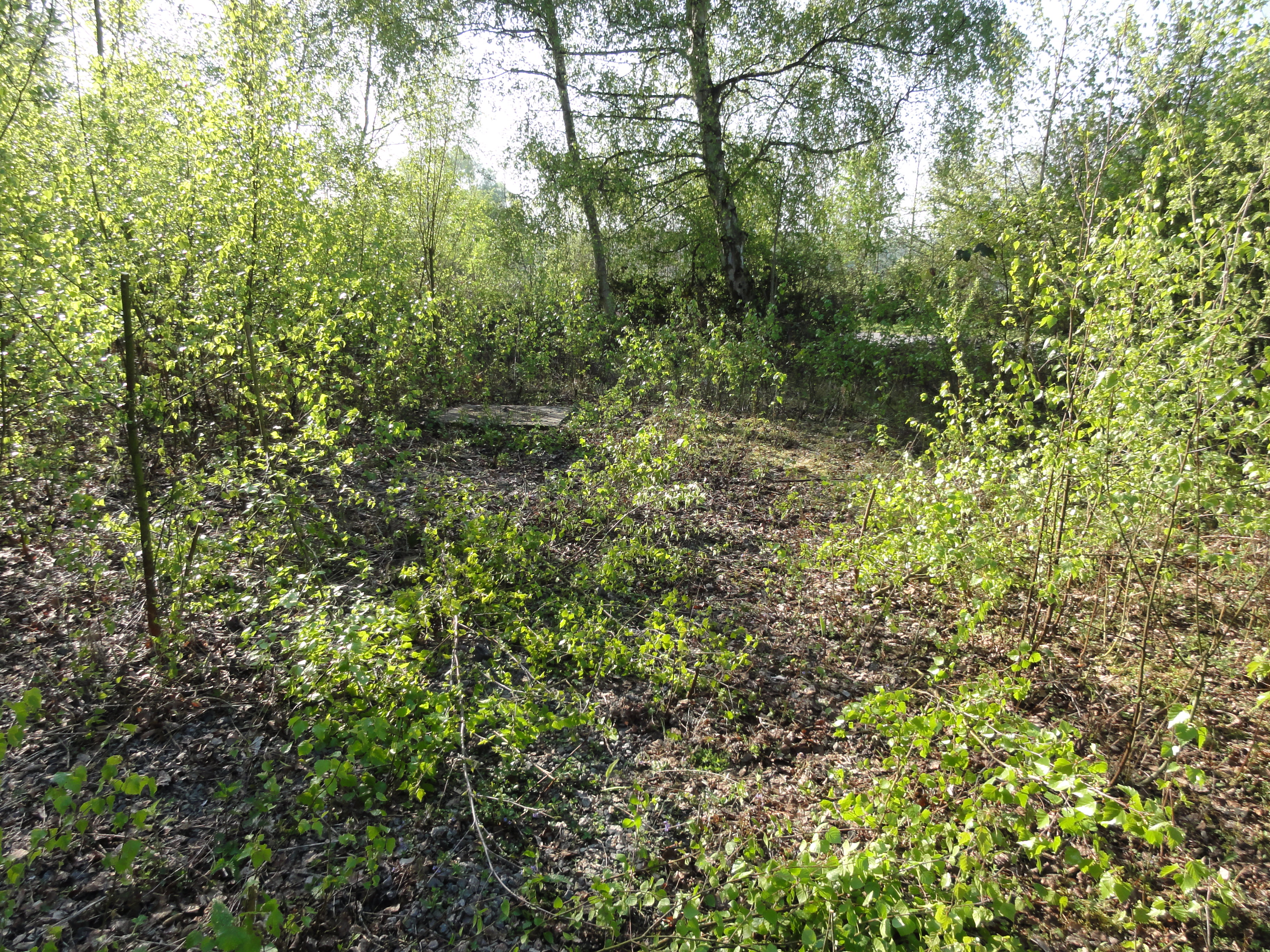
Le puits dans son environnement.

## Les terrils

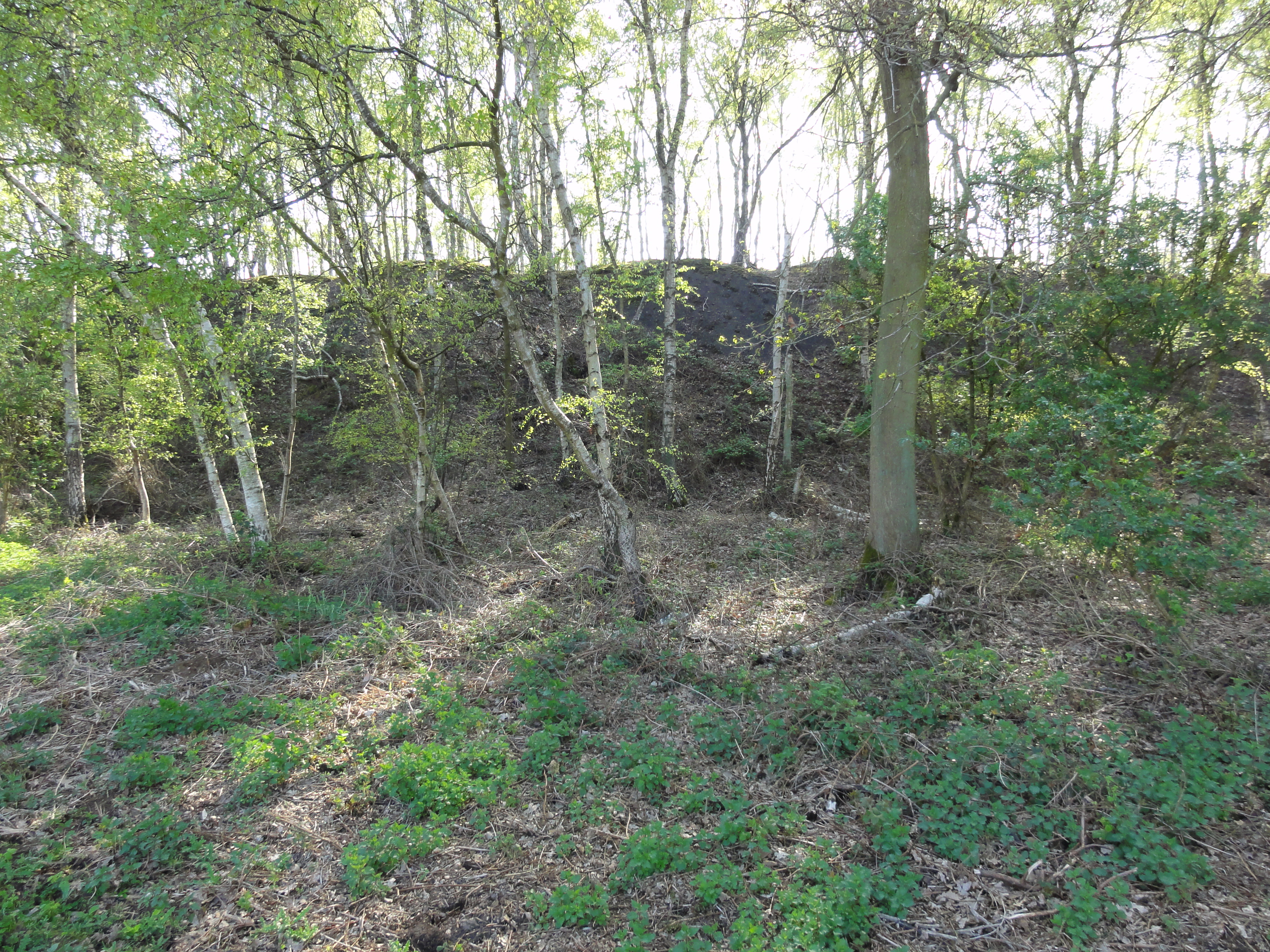
Le terril 1 de Flines Est.

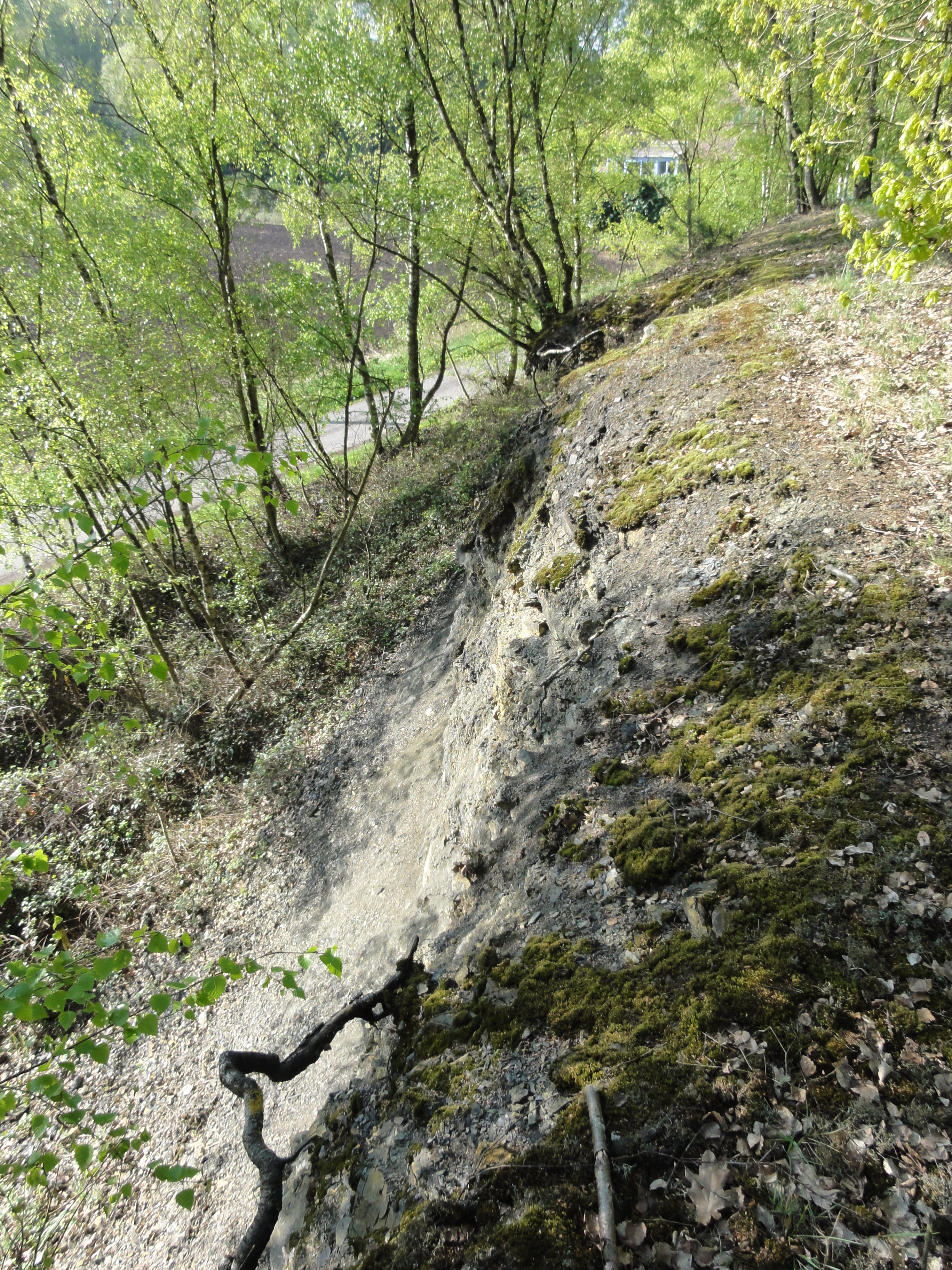
Le terril 1 de Flines Ouest.

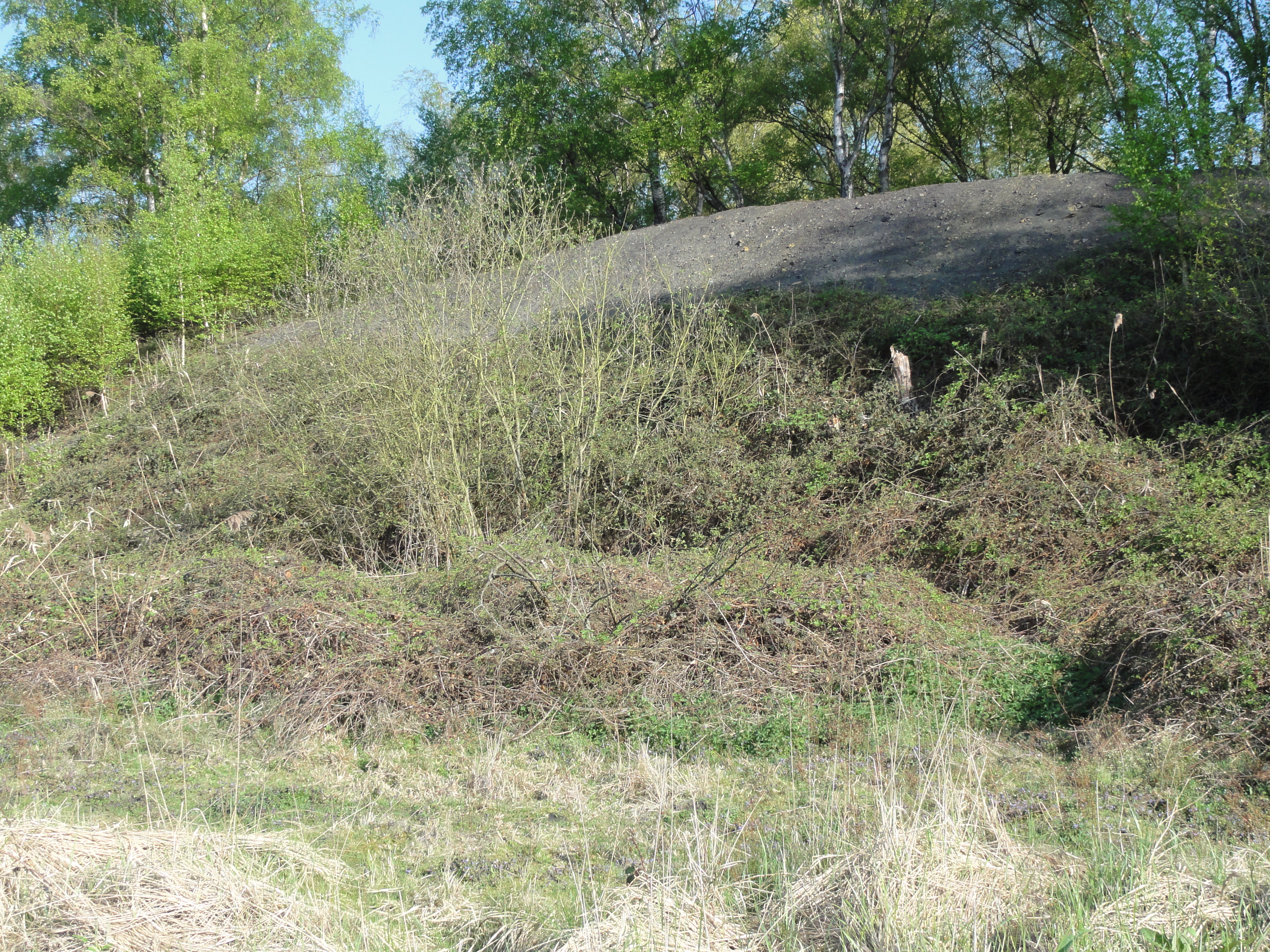
Le terril 1 de Flines Centre.

L'exploitation de la fosse no 1 a donné lieu à la création de trois petits terrils.

### Terrilno124, 1 de Flines Est
50° 23′ 34″ N, 3° 11′ 10″ E
Le terril no 124, 1 de Flines Est, situé à Flines-lez-Raches, est un des trois terrils plats de la fosse no 1. Il est situé à l'est du puits et est haut de six mètres.

### Terrilno124A, 1 de Flines Centre
50° 23′ 38″ N, 3° 10′ 47″ E
Le terril no 124A, 1 de Flines Centre, situé à Flines-lez-Raches, est un des trois terrils plats de la fosse no 1. Il est situé au nord du puits.

### Terrilno124B, 1 de Flines Ouest
50° 23′ 41″ N, 3° 10′ 40″ E
Le terril no 124B, 1 de Flines Ouest, situé à Flines-lez-Raches, est un des trois terrils plats de la fosse no 1. Il est situé à l'ouest du puits.